# It's all in the game
「It's all in the game」（イッツ・オール・イン・ザ・ゲーム）は、Qyotoの2枚目のシングル。2018年7月11日にアリオラジャパンより発売。

## 解説
表題曲はテレビ東京系アニメ「BORUTO-ボルト- -NARUTO NEXT GENERATIONS-」のオープニングテーマとして起用された。
カップリング曲「僕と君とアクロス・ザ・ユニバース」はカンテレ「はんなりギロリの頼子さん」の主題歌。ミュージック・ビデオでは中園勇樹がドラマにカメオ出演した際に演じた、書店員でアルバイトする男子大学生のアナザーストーリーが描かれており、当ドラマの演出を務める山口博之が撮り下ろした。プロデュースは長戸大幸。

## シングル収録トラック
全曲　作詞：Qyoto、＋d
CD
1. It's all in the game
作曲：Qyoto、風麻、＋d
編曲：Qyoto、鶴澤夢人、＋d
2. 君と僕とアクロス・ザ・ユニバース
作曲：Qyoto、須藤智之、宮崎諒、＋d
編曲：Qyoto、鶴澤夢人、宮崎諒、＋d
3. 太陽もひとりぼっち (Special Acoustic Ver.)
4. It's all in the game (instrumental)

DVD（初回限定盤のみ）
1. 「It's all in the game」 MUSIC VIDEO
2. 「太陽もひとりぼっち directed by 大河臣」 MUSIC VIDEO